# Saint-Remy, Vosges
Saint-Remy är en kommun i departementet Vosges i regionen Grand Est (tidigare regionen Lorraine) i nordöstra Frankrike. Kommunen ligger i kantonen Raon-l'Étape som tillhör arrondissementet Saint-Dié-des-Vosges. År 2022 hade Saint-Remy 519 invånare.

## Befolkningsutveckling
Antalet invånare i kommunen Saint-Remy
| Referens: INSEE |